# Kenny Elissonde
Kenny Elissonde (nascido em 2 de julho de 1991) é um ciclista francês, membro da equipe FJD desde 2012, ano em que tornaram-se profissionais.